# Copa Mundial Junior de Hockey Femenino de 2016
La Copa Mundial Junior de Hockey Femenino  de 2016 fue la octava edición del torneo mundial de selecciones femeninas. Se realizó entre el 24 de noviembre y el 4 de diciembre de 2016 en Santiago, Chile.
El título en esta edición quedó para Argentina que derrotó en la final a Países Bajos por 4-2.

## Formato
Las 16 selecciones participantes fueron divididas en cuatro grupos de cuatro equipos cada uno. Se jugó con el sistema de todos contra todos a una sola rueda.
Pasaron a la fase final los dos mejores de cada grupo. En esta fase se jugaron cuartos de final, semifinales y final mediante el sistema de eliminación directa. Los ubicados en la tercera posición, disputan el noveno puesto, mientras los ubicados en la cuarta posición, disputan la decimotercera posición.

## Clasificados
| Competición                                 | Fecha                     | Sede       | Plazas | Clasificados                                            |
| ------------------------------------------- | ------------------------- | ---------- | ------ | ------------------------------------------------------- |
| País anfitrión                              |                           | Santiago   | 1      | Chile                                                   |
| EuroHockey de Naciones Juvenil 2014         | 20-26 de julio            | Waterloo   | 6      | Países Bajos Alemania Inglaterra España Bélgica Francia |
| Copa Asia Juvenil de Hockey de 2015         | 5-13 de septiembre        | Changzhou  | 3      | China Japón Corea del Sur                               |
| Copa de Oceanía de Hockey Juvenil de 2016   | 21-24 de enero            | Gold Coast | 2      | Australia Nueva Zelanda                                 |
| Copa África de Hockey Juvenil de 2016       | 18-28 de marzo            | Windhoek   | 2      | Sudáfrica Zimbabue                                      |
| Copa Panamericana de Hockey Juvenil de 2016 | 31 de marzo al 9 de abril | Tacarigua  | 2      | Argentina Estados Unidos                                |
| TOTAL                                       |                           |            | 16     |                                                         |

## Árbitros
14 árbitros fueron designados para el torneo femenino.
| - ARIFFIN Miskarmalia - BENNETT Karen - DRUIJTS Claire - FAIAS Ana - HARRISON Hannah - KEOGH Alison - KIM Jung Hee | - LIU Xiaoying - MEISTER Michelle - MONTESINO WENZEL Catalina - NEUMANN Aleisha - SUTTON Suzi - VENTER Wanri - WILSON Sarah |

## Fase de grupos
Todos los horarios corresponden a la hora oficial de Chile (CLT) según horario de verano (UTC−3).

### Grupo A
| Equipo         | PJ | PG | PE | PP | GF | GC | DG  | Pts |
| -------------- | -- | -- | -- | -- | -- | -- | --- | --- |
| Países Bajos   | 3  | 3  | 0  | 0  | 28 | 3  | 25  | 9   |
| Estados Unidos | 3  | 2  | 0  | 1  | 14 | 7  | 7   | 6   |
| Corea del Sur  | 3  | 1  | 0  | 2  | 10 | 13 | -3  | 3   |
| Zimbabue       | 3  | 0  | 0  | 3  | 0  | 29 | -29 | 0   |

|  | Avanzan a cuartos de final. |  | Jugará por el 9.º puesto. |  | Jugará por el 13.º puesto. |

- Reglas de clasificación: 1) puntos; 2) diferencia de goles; 3) goles a favor; 4) resultado entre equipos empatados.[7]

#### Resultados
| 24 de noviembre, 14:00 | Estados Unidos | 10 : 0  | Zimbabue | Club Deportivo Manquehue, Santiago de Chile |                                             |
|                        | Ashley Hoffman 8', 34' · Amanda Magadan 14' · Erin Matson 21', 27' · Gabrielle Major 22' · Nicole Woods 25', 57' · Margaux Paolino 47' · Linnea Gonzales 63' | Reporte |          | Árbitro(s): Catalina Montesino Kim Jung Hee | Árbitro(s): Catalina Montesino Kim Jung Hee |

| 24 de noviembre, 16:00 | Países Bajos | 10 : 2  | Corea del Sur                     | Club Deportivo Manquehue, Santiago de Chile |                                        |
|                        | Marie Burg 1' · Frédérique Matla 3', 26', 41' · Pleun van der Plas 7', 13', 49' · Michelle Fillet 8' · Fabiënne Roosen 40' · Pien Sanders 64' | Reporte | 23' Kim Seoyeong · 51' Moon Soyun | Árbitro(s): Sarah Wilson Karen Bennett      | Árbitro(s): Sarah Wilson Karen Bennett |

| 25 de noviembre, 18:00 | Corea del Sur                                                                | 6 : 0   | Zimbabue | Club Deportivo Manquehue, Santiago de Chile |                                           |
|                        | Moon Soyun 5', 68' · Kim Seoyeong 10' · Kim Minji 20', 66' · Cho Hye-jin 70' | Reporte |          | Árbitro(s): Ana Faias Miskarmalia Ariffin   | Árbitro(s): Ana Faias Miskarmalia Ariffin |

| 25 de noviembre, 20:00 | Estados Unidos | 1 : 5   | Países Bajos                                                                          | Club Deportivo Manquehue, Santiago de Chile |                                       |
|                        | Cat Caro 3'    | Reporte | 17' Imme van der Hoek · 32', 59' Ilse Kappelle · 34' Yentl Leemans · 54' Pien Sanders | Árbitro(s): Wanri Venter Alison Keogh       | Árbitro(s): Wanri Venter Alison Keogh |

| 27 de noviembre, 12:00 | Países Bajos | 13 : 0  | Zimbabue | Club Deportivo Manquehue, Santiago de Chile |                                        |
|                        | Charlotte Adegeest 13' · Pleun van der Plas 17' · Frédérique Matla 18', 31', 51', 54', 68' · Kyra Fortuin 20', 35' · Fabiënne Roosen 22' · Imme van der Hoek 24' · Maxime Kerstholt 26' · Maartje Krekelaar 70' | Reporte |          | Árbitro(s): Michelle Meister Ana Faias      | Árbitro(s): Michelle Meister Ana Faias |

| 27 de noviembre, 14:00 | Corea del Sur                     | 2 : 3   | Estados Unidos                                           | Club Deportivo Manquehue, Santiago de Chile |                                          |
|                        | Kim Seoyeong 2' · Cho Hye-jin 68' | Reporte | 18' Margaux Paolino · 33' Erin Matson · 58' Lauren Moyer | Árbitro(s): Liu Xiaoying Hannah Harrison    | Árbitro(s): Liu Xiaoying Hannah Harrison |

### Grupo B
| Equipo    | PJ | PG | PE | PP | GF | GC | DG  | Pts |
| --------- | -- | -- | -- | -- | -- | -- | --- | --- |
| Argentina | 3  | 3  | 0  | 0  | 15 | 2  | 13  | 9   |
| Alemania  | 3  | 2  | 0  | 1  | 13 | 5  | 8   | 6   |
| Japón     | 3  | 0  | 1  | 2  | 1  | 5  | -4  | 1   |
| Francia   | 3  | 0  | 1  | 2  | 1  | 18 | -17 | 1   |

|  | Avanzan a cuartos de final. |  | Jugará por el 9.º puesto. |  | Jugará por el 13.º puesto. |

- Reglas de clasificación: 1) puntos; 2) diferencia de goles; 3) goles a favor; 4) resultado entre equipos empatados.[7]

#### Resultados
| 25 de noviembre, 10:00 | Alemania | 10 : 1  | Francia             | Club Deportivo Manquehue, Santiago de Chile |                                            |
|                        | Kira Horn 2', 69' · Annelotte Ziehm 6' · Hanna Granitzki 14', 22' · Maxi Marquardt 17' · Alisa Vivot 30' · Hannah Gablac 40', 61' · Maike Schaunig 64' | Reporte | 32' Marine Delannoy | Árbitro(s): Catalina Montesino Suzi Sutton  | Árbitro(s): Catalina Montesino Suzi Sutton |

| 25 de noviembre, 12:00 | Argentina                                                           | 3 : 1   | Japón               | Club Deportivo Manquehue, Santiago de Chile |                                         |
|                        | Lucina von der Heyde 22' · María Ortiz 41' · Agustina Gorzelany 57' | Reporte | 52' Motomi Kawamura | Árbitro(s): Claire Druijts Liu Xiaoying     | Árbitro(s): Claire Druijts Liu Xiaoying |

| 26 de noviembre, 12:00 | Japón | 0 : 0   | Francia | Club Deportivo Manquehue, Santiago de Chile |                                           |
|                        |       | Reporte |         | Árbitro(s): Michelle Meister Wanri Venter   | Árbitro(s): Michelle Meister Wanri Venter |

| 26 de noviembre, 16:00 | Alemania          | 1 : 4   | Argentina                                                                      | Club Deportivo Manquehue, Santiago de Chile |                                    |
|                        | Viktoria Huse 59' | Reporte | 17' Julieta Jankunas · 24', 35' María José Granatto · 46' Lucina von der Heyde | Árbitro(s): Sarah Wilson Ana Faias          | Árbitro(s): Sarah Wilson Ana Faias |

| 28 de noviembre, 16:00 | Japón | 0 : 2   | Alemania                                        | Club Deportivo Manquehue, Santiago de Chile |                                      |
|                        |       | Reporte | 26' Viktoria Huse · 34' Teresa Martin Pelegrina | Árbitro(s): Kim Jung Hee Suzi Sutton        | Árbitro(s): Kim Jung Hee Suzi Sutton |

| 28 de noviembre, 18:00 | Argentina | 8 : 0   | Francia | Club Deportivo Manquehue, Santiago de Chile     |                                                 |
|                        | Eugenia Trinchinetti 38' · Julieta Jankunas 44', 53', 54' · María José Granatto 52', 65' · Lucía Sanguinetti 61' · Sofía Toccalino 62' | Reporte |         | Árbitro(s): Hannah Harrison Miskarmalia Ariffin | Árbitro(s): Hannah Harrison Miskarmalia Ariffin |

### Grupo C
| Equipo     | PJ | PG | PE | PP | GF | GC | DG | Pts |
| ---------- | -- | -- | -- | -- | -- | -- | -- | --- |
| Australia  | 3  | 2  | 1  | 0  | 10 | 2  | 8  | 7   |
| Inglaterra | 3  | 1  | 2  | 0  | 5  | 4  | 1  | 5   |
| Chile      | 3  | 1  | 0  | 2  | 3  | 4  | -1 | 3   |
| Sudáfrica  | 3  | 0  | 1  | 2  | 4  | 12 | -8 | 1   |

|  | Avanzan a cuartos de final. |  | Jugará por el 9.º puesto. |  | Jugará por el 13.º puesto. |

- Reglas de clasificación: 1) puntos; 2) diferencia de goles; 3) goles a favor; 4) resultado entre equipos empatados.[7]

#### Resultados
| 24 de noviembre, 18:00 | Australia | 7 : 0   | Sudáfrica | Club Deportivo Manquehue, Santiago de Chile  |                                              |
|                        | Kate Hanna 6' · Savannah Fitzpatrick 25' · Michaela Spano 28' · Grace Stewart 31' · Greta Hayes 38' · Sophie Taylor 49', 59' | Reporte |           | Árbitro(s): Michelle Meister Hannah Harrison | Árbitro(s): Michelle Meister Hannah Harrison |

| 24 de noviembre, 20:00 | Inglaterra     | 1 : 0   | Chile | Club Deportivo Manquehue, Santiago de Chile     |                                                 |
|                        | Esme Burge 18' | Reporte |       | Árbitro(s): Miskarmalia Ariffin Aleisha Neumann | Árbitro(s): Miskarmalia Ariffin Aleisha Neumann |

| 26 de noviembre, 14:00 | Inglaterra       | 1 : 1   | Australia        | Club Deportivo Manquehue, Santiago de Chile |                                      |
|                        | Erica Sanders 4' | Reporte | 43' Renee Taylor | Árbitro(s): Alison Keogh Suzi Sutton        | Árbitro(s): Alison Keogh Suzi Sutton |

| 26 de noviembre, 18:00 | Sudáfrica           | 1 : 2   | Chile                                     | Club Deportivo Manquehue, Santiago de Chile |                                         |
|                        | Gretchin Davids 51' | Reporte | 5' Fernanda Villagrán · 54' Sofía Machado | Árbitro(s): Kim Jung Hee Claire Druijts     | Árbitro(s): Kim Jung Hee Claire Druijts |

| 28 de noviembre, 14:00 | Sudáfrica                                  | 3 : 3   | Inglaterra                                          | Club Deportivo Manquehue, Santiago de Chile |                                             |
|                        | Natalie Esteves 35' · Donna Small 52', 60' | Reporte | 6' Holly Hunt · 28' Holly Munro · 41' Megan Crowson | Árbitro(s): Catalina Montesino Sarah Wilson | Árbitro(s): Catalina Montesino Sarah Wilson |

| 28 de noviembre, 20:00 | Australia                             | 2 : 1   | Chile                | Club Deportivo Manquehue, Santiago de Chile |                                           |
|                        | Renee Taylor 6' · Mariah Williams 55' | Reporte | 22' Denise Krimerman | Árbitro(s): Michelle Meister Liu Xiaoying   | Árbitro(s): Michelle Meister Liu Xiaoying |

### Grupo D
| Equipo        | PJ | PG | PE | PP | GF | GC | DG | Pts |
| ------------- | -- | -- | -- | -- | -- | -- | -- | --- |
| España        | 3  | 2  | 1  | 0  | 12 | 4  | 8  | 7   |
| Bélgica       | 3  | 1  | 1  | 1  | 4  | 6  | -3 | 4   |
| China         | 3  | 0  | 3  | 0  | 8  | 8  | 0  | 3   |
| Nueva Zelanda | 3  | 0  | 1  | 2  | 3  | 8  | -5 | 1   |

|  | Avanzan a cuartos de final. |  | Jugará por el 9.º puesto. |  | Jugará por el 13.º puesto. |

- Reglas de clasificación: 1) puntos; 2) diferencia de goles; 3) goles a favor; 4) resultado entre equipos empatados.[7]

#### Resultados
| 24 de noviembre, 10:00 | China                                               | 4 : 4   | España                                                         | Club Deportivo Manquehue, Santiago de Chile |                                         |
|                        | Zhang Jinrong 13' · Ou Zixia 19', 32' · Guo Qiu 69' | Reporte | 7' Florencia Amundson · 56', 57' Anna Gil · 70' Belén Iglesias | Árbitro(s): Alison Keogh Claire Druijts     | Árbitro(s): Alison Keogh Claire Druijts |

| 24 de noviembre, 12:00 | Nueva Zelanda        | 1 : 2   | Bélgica                  | Club Deportivo Manquehue, Santiago de Chile |                                      |
|                        | Stephanie Dickins 7' | Reporte | 26', 29' Lien Hillewaert | Árbitro(s): Suzi Sutton Liu Xiaoying        | Árbitro(s): Suzi Sutton Liu Xiaoying |

| 25 de noviembre, 14:00 | Bélgica | 0 : 4   | España                                                           | Club Deportivo Manquehue, Santiago de Chile |                                        |
|                        |         | Reporte | 23', 61' Mariona Serrahima · 48' Belén Iglesias · 63' Marta Segú | Árbitro(s): Karen Bennett Kim Jung Hee      | Árbitro(s): Karen Bennett Kim Jung Hee |

| 25 de noviembre, 16:00 | China                                  | 2 : 2   | Nueva Zelanda       | Club Deportivo Manquehue, Santiago de Chile |                                             |
|                        | Zhang Jinrong 25' · Zhong Mengling 36' | Reporte | 58', 62' Megan Hull | Árbitro(s): Hannah Harrison Aleisha Neumann | Árbitro(s): Hannah Harrison Aleisha Neumann |

| 27 de noviembre, 16:00 | Bélgica                                          | 2 : 2   | China                           | Club Deportivo Manquehue, Santiago de Chile |                                           |
|                        | Marie Ronquetti 68' · Stephanie Vanden Borre 70' | Reporte | 3' Guo Qiu · 42' Zhong Mengling | Árbitro(s): Aleisha Neumann Karen Bennett   | Árbitro(s): Aleisha Neumann Karen Bennett |

| 27 de noviembre, 18:00 | Nueva Zelanda | 0 : 4   | España                                                   | Club Deportivo Manquehue, Santiago de Chile |                                       |
|                        |               | Reporte | 5', 35' Lucía Jiménez · 45' Lara Pampin · 48' Marta Segú | Árbitro(s): Sarah Wilson Wanri Venter       | Árbitro(s): Sarah Wilson Wanri Venter |

## Ronda de consuelo

### Del 13° al 16°
Disputado entre los equipos que se ubicaron en la cuarta posición de los grupos.
|  | Cruces           | Cruces           | Cruces    |           |               | 13er puesto   | 13er puesto | 13er puesto |  |
|  |                  |                  |           |           |               |               |             |             |  |
|  |                  |                  |           |           |               |               |             |             |  |
|  | Zimbabue         | Zimbabue         | 0         |           |               |               |             |             |  |
|  | Zimbabue         | Zimbabue         | 0         |           |               |               |             |             |  |
|  | Nueva Zelanda    | Nueva Zelanda    | 16        |           |               |               |             |             |  |
|  | Nueva Zelanda    | Nueva Zelanda    | 16        |           | Nueva Zelanda | Nueva Zelanda | 8           |             |  |
|  |                  |                  |           |           | Nueva Zelanda | Nueva Zelanda | 8           |             |  |
|  |                  |                  | Sudáfrica | Sudáfrica | 2             |               |             |             |  |
|  | Francia          | Francia          | Sudáfrica | Sudáfrica | 2             | 0 (1)         |             |             |  |
|  | Francia          | Francia          |           |           |               | 0 (1)         |             |             |  |
|  | Sudáfrica (pen.) | Sudáfrica (pen.) | 0 (3)     |           |               | 15.º puesto   | 15.º puesto | 15.º puesto |  |
|  | Sudáfrica (pen.) | Sudáfrica (pen.) | 0 (3)     |           |               | 15.º puesto   | 15.º puesto | 15.º puesto |  |
|  |                  |                  |           |           |               |               |             |             |  |
|  |                  |                  |           |           |               | Zimbabue      | Zimbabue    | 1           |  |
|  |                  |                  |           |           |               | Zimbabue      | Zimbabue    | 1           |  |
|  |                  |                  |           |           |               | Francia       | Francia     | 3           |  |
|  |                  |                  |           |           |               | Francia       | Francia     | 3           |  |
|  |                  |                  |           |           |               |               |             |             |  |

#### Cruces del 13° al 16°
| 1 de diciembre, 13:15 | Zimbabue | 0 : 16  | Nueva Zelanda | Club Deportivo Manquehue, Santiago de Chile |                                          |
|                       |          | Reporte | 11', 66' Kayla Reed · 13', 62' Deanna Ritchie · 15', 51', 53' Alia Jaques · 19', 46', 66', 70' Phoebe Steele · 23', 69' Megan Hull · 26', 42' Stephanie Dickins · 30' Tarryn Davey | Árbitro(s): Alison Keogh Aleisha Neumann    | Árbitro(s): Alison Keogh Aleisha Neumann |

| 1 de diciembre, 15:30 | Francia                                                            | 0 : 0 (1 : 3 p.)           | Sudáfrica                                                  | Club Deportivo Manquehue, Santiago de Chile |                                           |
|                       |                                                                    | Reporte                    |                                                            | Árbitro(s): Miskarmalia Ariffin Ana Faias   | Árbitro(s): Miskarmalia Ariffin Ana Faias |
|                       |                                                                    | Tiros desde el punto penal |                                                            |                                             |                                           |
|                       | Emma Ponthieu Marine Delannoy Yohanna Lhopital Victorine Vankemmel |                            | Natalie Esteves Danielle Cairns Tegan Fourie Tarryn Glasby |                                             |                                           |

#### Decimoquinto puesto
| 3 de diciembre, 11:45 | Zimbabue            | 1 : 3   | Francia                                      | Club Deportivo Manquehue, Santiago de Chile        |                                                    |
|                       | Tyla Groenewald 26' | Reporte | 12', 58' Victorine Vankemmel · 61' Noa Roque | Árbitro(s): Miskarmalia Ariffin Catalina Montesino | Árbitro(s): Miskarmalia Ariffin Catalina Montesino |

#### Decimotercer puesto
| 3 de diciembre, 14:00 | Nueva Zelanda | 8 : 2   | Sudáfrica                               | Club Deportivo Manquehue, Santiago de Chile |                                      |
|                       | Megan Hull 10' · Deanna Ritchie 20', 31' · Tarryn Davey 35' · Kayla Reed 43' · Emily Wium 53' · Alia Jaques 55' · Catherine Tinning 69' | Reporte | 28' Tarryn Glasby · 45' Danielle Cairns | Árbitro(s): Ana Faias Claire Druijts        | Árbitro(s): Ana Faias Claire Druijts |

### Del 9° al 12°
Disputado entre los equipos que se ubicaron en la tercera posición de los grupos.
|  | Cruces        | Cruces        | Cruces |       |       | 9.º puesto    | 9.º puesto    | 9.º puesto  |  |
|  |               |               |        |       |       |               |               |             |  |
|  |               |               |        |       |       |               |               |             |  |
|  | Corea del Sur | Corea del Sur | 0      |       |       |               |               |             |  |
|  | Corea del Sur | Corea del Sur | 0      |       |       |               |               |             |  |
|  | China         | China         | 1      |       |       |               |               |             |  |
|  | China         | China         | 1      |       | China | China         | 0             |             |  |
|  |               |               |        |       | China | China         | 0             |             |  |
|  |               |               | Japón  | Japón | 2     |               |               |             |  |
|  | Japón         | Japón         | Japón  | Japón | 2     | 6             |               |             |  |
|  | Japón         | Japón         |        |       |       | 6             |               |             |  |
|  | Chile         | Chile         | 1      |       |       | 11.º puesto   | 11.º puesto   | 11.º puesto |  |
|  | Chile         | Chile         | 1      |       |       | 11.º puesto   | 11.º puesto   | 11.º puesto |  |
|  |               |               |        |       |       |               |               |             |  |
|  |               |               |        |       |       | Corea del Sur | Corea del Sur | 2 (1)       |  |
|  |               |               |        |       |       | Corea del Sur | Corea del Sur | 2 (1)       |  |
|  |               |               |        |       |       | Chile (pen.)  | Chile (pen.)  | 2 (3)       |  |
|  |               |               |        |       |       | Chile (pen.)  | Chile (pen.)  | 2 (3)       |  |
|  |               |               |        |       |       |               |               |             |  |

#### Cruces del 9° al 12°
| 1 de diciembre, 17:45 | Corea del Sur | 0 : 1   | China          | Club Deportivo Manquehue, Santiago de Chile |                                             |
|                       |               | Reporte | 44' Tang Wanli | Árbitro(s): Catalina Montesino Wanri Venter | Árbitro(s): Catalina Montesino Wanri Venter |

| 1 de diciembre, 20:00 | Japón                                                                                    | 6 : 1   | Chile                  | Club Deportivo Manquehue, Santiago de Chile |                                          |
|                       | Ayaka Nishimura 10' · Mai Toriyama 23', 47' · Motomi Kawamura 28', 31' · Maho Segawa 38' | Reporte | 54' Fernanda Villagrán | Árbitro(s): Michelle Meister Suzi Sutton    | Árbitro(s): Michelle Meister Suzi Sutton |

#### Undécimo puesto
| 3 de diciembre, 18:30 | Corea del Sur                                    | 2 : 2 (1 : 3 p.)           | Chile                                                                                | Club Deportivo Manquehue, Santiago de Chile |                                        |
|                       | Moon Soyun 16' · Kim Seoyeong 40'                | Reporte                    | 8' Denise Krimerman · 60' Sofía Machado                                              | Árbitro(s): Alison Keogh Karen Bennett      | Árbitro(s): Alison Keogh Karen Bennett |
|                       |                                                  | Tiros desde el punto penal |                                                                                      |                                             |                                        |
|                       | Kim Seoyeong Kang Suyeong Cho Hye-jin Jung Areum |                            | Antonia Morales Josefa Salas Consuelo de las Heras Domenica Ananias Denise Krimerman |                                             |                                        |

#### Noveno puesto
| 3 de diciembre, 16:15 | China | 0 : 2   | Japón                           | Club Deportivo Manquehue, Santiago de Chile |                                      |
|                       |       | Reporte | 5' Maho Segawa · 21' Kanon Mori | Árbitro(s): Wanri Venter Suzi Sutton        | Árbitro(s): Wanri Venter Suzi Sutton |

## Ronda campeonato
|  | Quinto puesto         | Quinto puesto         |                        |          | Crossover             | Crossover             |                       |                       | Cuartos de final       | Cuartos de final |           |              | Semifinales           | Semifinales           |  |  | Final                 | Final                 |
|  |                       |                       |                        |          |                       |                       |                       |                       |                        |                  |           |              |                       |                       |  |  |                       |                       |
|  |                       |                       |                        |          |                       |                       |                       |                       | 30 de noviembre, 13:15 |                  |           |              |                       |                       |  |  |                       |                       |
|  |                       |                       |                        |          |                       |                       |                       |                       |                        |                  |           |              |                       |                       |  |  |                       |                       |
|  | 4 de diciembre, 14:00 | 4 de diciembre, 14:00 |                        |          | 2 de diciembre, 15:30 | 2 de diciembre, 15:30 |                       |                       | Países Bajos           | 5                |           |              | 2 de diciembre, 20:00 | 2 de diciembre, 20:00 |  |  | 4 de diciembre, 18:30 | 4 de diciembre, 18:30 |
|  | 4 de diciembre, 14:00 | 4 de diciembre, 14:00 |                        |          | 2 de diciembre, 15:30 | 2 de diciembre, 15:30 |                       |                       | Países Bajos           | 5                |           |              | 2 de diciembre, 20:00 | 2 de diciembre, 20:00 |  |  | 4 de diciembre, 18:30 | 4 de diciembre, 18:30 |
|  | 4 de diciembre, 14:00 | 4 de diciembre, 14:00 |                        |          | 2 de diciembre, 15:30 | 2 de diciembre, 15:30 | Alemania              | 0                     |                        |                  |           |              | 2 de diciembre, 20:00 | 2 de diciembre, 20:00 |  |  | 4 de diciembre, 18:30 | 4 de diciembre, 18:30 |
|  | 4 de diciembre, 14:00 | 4 de diciembre, 14:00 |                        | Alemania | 1                     |                       | Alemania              | 0                     |                        |                  |           | Países Bajos | 4                     |                       |  |  | 4 de diciembre, 18:30 | 4 de diciembre, 18:30 |
|  | 4 de diciembre, 14:00 | 4 de diciembre, 14:00 | 30 de noviembre, 15:30 | Alemania | 1                     |                       |                       |                       |                        |                  |           | Países Bajos | 4                     |                       |  |  | 4 de diciembre, 18:30 | 4 de diciembre, 18:30 |
|  | 4 de diciembre, 14:00 | 4 de diciembre, 14:00 |                        |          | Inglaterra            | 0                     |                       |                       | España                 | 0                |           |              |                       |                       |  |  | 4 de diciembre, 18:30 | 4 de diciembre, 18:30 |
|  | 4 de diciembre, 14:00 | 4 de diciembre, 14:00 | España                 | 5        | Inglaterra            | 0                     |                       |                       | España                 | 0                |           |              |                       |                       |  |  | 4 de diciembre, 18:30 | 4 de diciembre, 18:30 |
|  | 4 de diciembre, 14:00 | 4 de diciembre, 14:00 | España                 | 5        |                       |                       |                       |                       |                        |                  |           |              |                       |                       |  |  | 4 de diciembre, 18:30 | 4 de diciembre, 18:30 |
|  | 4 de diciembre, 14:00 | 4 de diciembre, 14:00 |                        |          | Inglaterra            | 3                     |                       |                       |                        |                  |           |              |                       |                       |  |  | 4 de diciembre, 18:30 | 4 de diciembre, 18:30 |
|  | Alemania              | 4                     |                        |          | Inglaterra            | 3                     | Países Bajos          | 2                     |                        |                  |           |              |                       |                       |  |  |                       |                       |
|  | Alemania              | 4                     | 30 de noviembre, 17:45 |          |                       |                       | Países Bajos          | 2                     |                        |                  |           |              |                       |                       |  |  |                       |                       |
|  | Bélgica               | 3                     |                        |          | Argentina             | 4                     |                       |                       |                        |                  |           |              |                       |                       |  |  |                       |                       |
|  | Bélgica               | 3                     | Argentina              | 2        | Argentina             | 4                     |                       |                       |                        |                  |           |              |                       |                       |  |  |                       |                       |
|  |                       |                       | Argentina              | 2        | 2 de diciembre, 13:15 | 2 de diciembre, 13:15 | 2 de diciembre, 17:45 | 2 de diciembre, 17:45 |                        |                  |           |              |                       |                       |  |  |                       |                       |
|  |                       |                       | Estados Unidos         | 0        | 2 de diciembre, 13:15 | 2 de diciembre, 13:15 | 2 de diciembre, 17:45 | 2 de diciembre, 17:45 |                        |                  |           |              |                       |                       |  |  |                       |                       |
|  | Séptimo puesto        | Séptimo puesto        | Estados Unidos         | 0        | Estados Unidos        | 1                     |                       |                       |                        |                  | Argentina | 4            | Tercer puesto         | Tercer puesto         |  |  |                       |                       |
|  | Séptimo puesto        | Séptimo puesto        | 30 de noviembre, 20:00 |          | Estados Unidos        | 1                     |                       |                       |                        |                  | Argentina | 4            | Tercer puesto         | Tercer puesto         |  |  |                       |                       |
|  | 4 de diciembre, 11:45 | 4 de diciembre, 11:45 |                        |          | Bélgica               | 2                     |                       |                       | Australia              | 2                |           |              | 4 de diciembre, 16:15 | 4 de diciembre, 16:15 |  |  |                       |                       |
|  | Inglaterra            | 3                     | Australia              | 7        | Bélgica               | 2                     | España                | 1 (1)                 | Australia              | 2                |           |              |                       |                       |  |  |                       |                       |
|  | Inglaterra            | 3                     | Australia              | 7        |                       |                       | España                | 1 (1)                 |                        |                  |           |              |                       |                       |  |  |                       |                       |
|  | Estados Unidos        | 1                     |                        |          | Bélgica               | 2                     |                       |                       | Australia (pen.)       | 1 (3)            |           |              |                       |                       |  |  |                       |                       |
|  | Estados Unidos        | 1                     |                        |          | Bélgica               | 2                     |                       |                       | Australia (pen.)       | 1 (3)            |           |              |                       |                       |  |  |                       |                       |

### Cuartos de final
| 30 de noviembre, 13:15 | Países Bajos                                                                            | 5 : 0   | Alemania | Club Deportivo Manquehue, Santiago de Chile |                                        |
|                        | Marie Burg 11' · Frédérique Matla 23', 65' · Pleun van der Plas 37' · Yentl Leemans 56' | Reporte |          | Árbitro(s): Karen Bennett Kim Jung Hee      | Árbitro(s): Karen Bennett Kim Jung Hee |

| 30 de noviembre, 15:30 | España                                                                                       | 5 : 3   | Inglaterra                                 | Club Deportivo Manquehue, Santiago de Chile |                                          |
|                        | Begoña García 15' · Belén Iglesias 35', 47' · Florencia Amundson 46' · Mariona Serrahima 53' | Reporte | 24' Erica Sanders · 58', 65' Megan Crowson | Árbitro(s): Aleisha Neumann Wanri Venter    | Árbitro(s): Aleisha Neumann Wanri Venter |

| 30 de noviembre, 17:45 | Argentina                                    | 2 : 0   | Estados Unidos | Club Deportivo Manquehue, Santiago de Chile |                                       |
|                        | Bianca Donati 32' · Lucina von der Heyde 49' | Reporte |                | Árbitro(s): Alison Keogh Liu Xiaoying       | Árbitro(s): Alison Keogh Liu Xiaoying |

| 30 de noviembre, 20:00 | Australia | 7 : 2   | Bélgica                                 | Club Deportivo Manquehue, Santiago de Chile |                                            |
|                        | Grace Stewart 5', 51' · Madison Fitzpatrick 29' · Ambrosia Malone 48', 70' · Savannah Fitzpatrick 64' · Michaela Spano 69' | Reporte | 3' Lien Hillewaert · 30' Joanne Peeters | Árbitro(s): Claire Druijts Hannah Harrison  | Árbitro(s): Claire Druijts Hannah Harrison |

### Cruces del 5.º al 8.º puesto
| 2 de diciembre, 13:15 | Estados Unidos  | 1 : 2   | Bélgica                              | Club Deportivo Manquehue, Santiago de Chile |                                           |
|                       | Erin Matson 68' | Reporte | 7' Daphne Gose · 35' Lien Hillewaert | Árbitro(s): Karen Bennett Hannah Harrison   | Árbitro(s): Karen Bennett Hannah Harrison |

| 2 de diciembre, 15:30 | Alemania                    | 1 : 0   | Inglaterra | Club Deportivo Manquehue, Santiago de Chile |                                         |
|                       | Teresa Martin Pelegrina 33' | Reporte |            | Árbitro(s): Kim Jung Hee Claire Druijts     | Árbitro(s): Kim Jung Hee Claire Druijts |

### Semifinales
| 2 de diciembre, 17:45 | Argentina                                                                                | 4 : 2   | Australia                             | Club Deportivo Manquehue, Santiago de Chile |                                           |
|                       | Bianca Donati 4' · Lucía Sanguinetti 44' · Milagros Fernández 57' · Julieta Jankunas 70' | Reporte | 66' Greta Hayes · 69' Mariah Williams | Árbitro(s): Michelle Meister Liu Xiaoying   | Árbitro(s): Michelle Meister Liu Xiaoying |

| 2 de diciembre, 20:00 | Países Bajos                                                              | 4 : 0   | España | Club Deportivo Manquehue, Santiago de Chile |                                          |
|                       | Pleun van der Plas 11' · Frédérique Matla 22', 68' · Maxime Krestholt 58' | Reporte |        | Árbitro(s): Sarah Wilson Aleisha Neumann    | Árbitro(s): Sarah Wilson Aleisha Neumann |

### Séptimo puesto
| 4 de diciembre, 11:45 | Inglaterra                                               | 3 - 1   | Estados Unidos  | Club Deportivo Manquehue, Santiago de Chile |                                          |
|                       | Esme Burge 9' · Lydia Macdonell 41' · Charlotte Daly 56' | Reporte | 19' Erin Matson | Árbitro(s): Aleisha Neumann Wanri Venter    | Árbitro(s): Aleisha Neumann Wanri Venter |

### Quinto puesto
| 4 de diciembre, 14:00 | Alemania                                        | 4 : 3   | Bélgica                                                                | Club Deportivo Manquehue, Santiago de Chile |                                          |
|                       | Viktoria Huse 8', 39', 57' · Maxi Marquardt 66' | Reporte | 5' Stephanie Vanden Borre · 12' Alice Weicker · 55' Mathilde Raymakers | Árbitro(s): Hannah Harrison Alison Keogh    | Árbitro(s): Hannah Harrison Alison Keogh |

### Tercer puesto
| 4 de diciembre, 16:15 | España                                                 | 1 : 1 (1 : 3 p.)           | Australia                                               | Club Deportivo Manquehue, Santiago de Chile |                                        |
|                       | Florencia Amundson 6'                                  | Reporte                    | 28' Laura Gray                                          | Árbitro(s): Kim Jung Hee Karen Bennett      | Árbitro(s): Kim Jung Hee Karen Bennett |
|                       |                                                        | Tiros desde el punto penal |                                                         |                                             |                                        |
|                       | Begoña García Belén Iglesias Lucía Jiménez Clara Ycart |                            | Kristina Bates Laura Gray Kaitlin Nobbs Mariah Williams |                                             |                                        |

### Final
| 4 de diciembre, 18:30 | Países Bajos                             | 2 : 4   | Argentina                                                                         | Club Deportivo Manquehue, Santiago de Chile |                                           |
|                       | Imme van der Hoek 19' · Pien Sanders 50' | Reporte | 27' Bianca Donati · 35' Bárbara Borgia · 43' María Ortiz · 70' Agustina Gorzelany | Árbitro(s): Liu Xiaoying Michelle Meister   | Árbitro(s): Liu Xiaoying Michelle Meister |

|                              |
| Bandera de Argentina         |
| Campeón Argentina 2.º título |

## Posiciones finales
| Posición          | Equipo         |
| ----------------- | -------------- |
| Medalla de oro    | Argentina      |
| Medalla de plata  | Países Bajos   |
| Medalla de bronce | Australia      |
| 4                 | España         |
| 5                 | Alemania       |
| 6                 | Bélgica        |
| 7                 | Inglaterra     |
| 8                 | Estados Unidos |
| 9                 | Japón          |
| 10                | China          |
| 11                | Chile          |
| 12                | Corea del Sur  |
| 13                | Nueva Zelanda  |
| 14                | Sudáfrica      |
| 15                | Francia        |
| 16                | Zimbabue       |

## Premios
| Premio              | Ganadora            |
| ------------------- | ------------------- |
| Máxima goleadora    | Frédérique Matla    |
| Jugadora del torneo | María José Granatto |
| Arquera del torneo  | Aleisha Power       |